# Bartl Seyr
Bartl Seyr (* 3. April 1890 in Vahrn; † 29. April 1955 in München; gebürtig Bartholomäus Franz Seyr) war ein österreichischer Kameramann.

## Leben
Seyr arbeitete seit 1908 als Fotograf und lebte seit 1911 in Deutschland. Von 1914 bis 1916 war er Kriegsfotograf im Ersten Weltkrieg an der Westfront.
Seine Beschäftigung mit dem Film begann, als er vom bayerischen Kriegsministerium beauftragt wurde, Propagandafilme zugunsten der Kriegsanleihe herzustellen. Noch während des Krieges übernahm ihn Regisseur Franz Seitz senior als Kameramann für seine in Bayern spielenden Heimatfilme.
In der Folgezeit arbeitete der in München ansässige Seyr auch für andere Regisseure, häufig als Co-Kameramann. Einige seiner späten Filme (Stoßtrupp 1917, Um das Menschenrecht) sind von nationalsozialistischem Gedankengut geprägt. 1936 erlitt Seyr einen Schlaganfall, der seine Schaffenskraft stark beeinträchtigte.

## Filmografie
| - 1918: Der Herrgott am Wege - 1918: Der Schwerverbrecher - 1919: Die Note mit dem Silberkreuz - 1920: Der Christus von Oberammergau - 1920: Ein Hochzeitsmorgen - 1921: Der gelbe Würger - 1923: Die graue Macht - 1923: Wüstenrausch - 1923: Zwischen Flammen und Bestien - 1924: Sklaven der Liebe | - 1925: Hochstapler wider Willen - 1927: Das Spielzeug schöner Frauen - 1929: Dornröschen - 1929: Der Nürnberger Parteitag der NSDAP - 1934: Stoßtrupp 1917 - 1934: Um das Menschenrecht - 1936: Das Preislied (Kurzfilm) - 1942: Boote mit Flügeln - 1950: Atlantropa (Kurz-Dokumentarfilm) |